# Salī-ye Kūchek
Salī-ye Kūchek (persiska: سالی کوچک) är en ort i Iran.   Den ligger i provinsen Lorestan, i den västra delen av landet, 400 km sydväst om huvudstaden Teheran. Salī-ye Kūchek ligger 1 364 meter över havet och antalet invånare är 102.
Terrängen runt Salī-ye Kūchek är huvudsakligen kuperad, men åt nordväst är den platt.Runt Salī-ye Kūchek är det ganska tätbefolkat, med 72 invånare per kvadratkilometer. Närmaste större samhälle är Khorramābād, 16,6 km norr om Salī-ye Kūchek. Omgivningarna runt Salī-ye Kūchek är i huvudsak ett öppet busklandskap.